# Jane Mancini
 (juin 2014).
Si vous disposez d'ouvrages ou d'articles de référence ou si vous connaissez des sites web de qualité traitant du thème abordé ici, merci de compléter l'article en donnant les références utiles à sa vérifiabilité et en les liant à la section « Notes et références ».
Jane Andrews Mancini McBride est un personnage de fiction de la série télévisée américaine Melrose Place. Interprété par Josie Bissett, il s'agit d'un des personnages central de la série.

## Histoire du personnage

### Saison 1
Jane, styliste brillante et intelligente âgée de 23 ans, est la sœur de Sydney Andrews et la femme du médecin Michael Mancini.
Au départ Jane travaille dans une boutique de prêt à porter. Elle semble être très vite blasé par la non-disponibilité de son mari qui est débordé par les gardes. En effet il n'est jamais disponible notamment pour leur anniversaire de mariage.
Très vite Jane tombe enceinte, elle est heureuse mais anxieuse en effet son mari ne souhaite pas encore être père. Elle décide de se faire avorter mais à la dernière minute elle fait marche arrière lorsque son mari apprend ce qu'elle a essayé de faire à la suite de la maladresse de Rhonda il est furieux car il ne veut pas encore avoir d'enfant et il a le sentiment qu'elle a essayé de décider pour lui. Néanmoins à la suite d'une conversation avec ses amis (Billy, Jack et Matt) son mari finit par accepter la situation.
Jane finit par faire une fausse couche, événement qui sera à l'origine de frictions dans son couple.  
La belle n'hésite pas à se disputer avec sa meilleure amie Alison lorsqu'elle commencera une relation avec un homme marié Jane étant elle-même marié ne comprend pas ce genre de comportement, aussi elle s'éloignera d'elle.
Son mariage avec Michael s'est achevé une première fois lorsqu'elle a eu vent des infidélités de Michael avec son interne Kimberly Shaw.

### Saison 2 à 3

#### Romance avec Robert
« j'ai l'impression que mon mariage restera le plus beau jour de ma vie je me souviens de chaque instant au moment où je suis sortie de l'église dans ma magnifique robe blanche comme si je sortais d'un magnifique roman a l'eau de rose, il n'y avait pas un nuage dans le ciel autour de moi que des gens qui m'aimait.  »

— Jane se confiant sur ses sentiments à sa sœur à la suite de l’échec de son mariage, Échec à l'agresseur (saison 2, épisode 2)
Lorsque Jane a commencé à fréquenter son avocat Robert. Elle tombe rapidement amoureuse de lui et vit une nouvelle relation stable. À l'inverse de Michael, Robert est un homme doux, profondément gentil, qui ne pense qu'au bonheur de sa bien-aimée. Aussi un Michael fou de jalousie, revanchard, et surtout seul et déboussolé à la suite de l'accident qui coûta la vie à sa maîtresse Kimberley. (Marion Shaw mère de Kimberly  l'a faite passer pour morte). Aussi sa relation avec sa sœur Sydney est au plus mal , Jane ayant appris par Kimberly (avant l'accident) que Michael et Sydney sont amants. 
À la suite de l'accident Michael qui est devenu temporairement handicapé tente de profiter de la gentillesse de Jane en lui demandant de l’héberger, il en profite pour s’immiscer dans sa vie et gâcher sa relation avec Robert. Son plan ne fonctionne pas . Il finit par apprendre que Sydney à travailler dans un réseau de call girl de luxe et lui demande de lui présenter une collaboratrice pour piéger Robert en voyage d'affaires à San Diego . Le but est de pousser Robert dans les bras de cette prostituée avec la complicité de celle-ci et d'en retirer une sex tape. Le plan fonctionne à merveille, une Jane déboussolée tombe dans les bras de Michael. Mais Sydney comprenant que Michael l'utilise finit par avouer à Jane la supercherie. Jane finit par couper court à sa relation naissante avec son ex-mari définitivement
À partir de là, il s'est ensuivi un triangle amoureux où les relations fraternelles entre elles et Syd se sont distendues.

#### Romance avec un escroc
Plus tard, Jane a commencé une romance avec un homme d'affaires Chris Marchette (secrètement escroc notoire qui va développer une attirance malsaine pour Syd) . Elle finit par découvrir le vrai visage de celui-ci grâce à Michael. Cris détourne l'argent de la société de Jane dans laquelle il a investi et part pour Las Vegas en kidnappant une Sydney attirée par la luxure. Aussi avec l'aide de Jack (Jack a vécu une brève relation avec Sydney et il reste attaché à elle), ils partent pour Las Vegas afin de mettre Cris hors d’état de nuire.

### Saison 4

#### Relation par intérêt
Jane fit la rencontre de Richard Hart un styliste de talent avec qui elle va commencer une relation professionnelle mais aussi amoureuse. Leur relation devient rapidement sérieuse ils finissent par se fiancer. Jo Reynolds, alors qu'elle était ivre, a révélé à Richard que Jane lui avait fait des confidences elle lui explique que Jane n'est pas amoureuse de lui (car elle était encore émotionnellement marquée par ses expériences passées), mais elle espère que ce mariage va consolider sa carrière de styliste. Richard confronte Jane qui lui confirme cela, leur relation prit fin. De plus Jane prit ses distances avec Jo qu'elle considère comme étant déloyale.

### Saison 5
Après cette énième déconvenue, Jane se mit en couple avec le motard teigneux Jake Hanson. Elle reprit une relation de travail avec Richard, mais cela prit un sens sordide quand Richard la viola dans un hôtel.
Elle rompt alors avec Jake et revint avec Richard, mais pour se venger.
Sydney frappa Richard avec une pelle et elle et Jane se débarrassèrent du corps inanimé qu'elles ont enterré.
Cependant, Richard sortit de terre et n'avait plus qu'une idée : se venger de Jane. Mais il sera tué dans une fusillade.
Après la mort de Richard, Jane voulut reprendre avec Jake mais elle découvrit que celui-ci s'était mis avec Alison Parker. Elle commença a leur vouer une haine folle, poussant le vice a les espionner.
Jake, averti des méfaits de Jane, coupa les ponts avec elle.